# Коперниківська революція

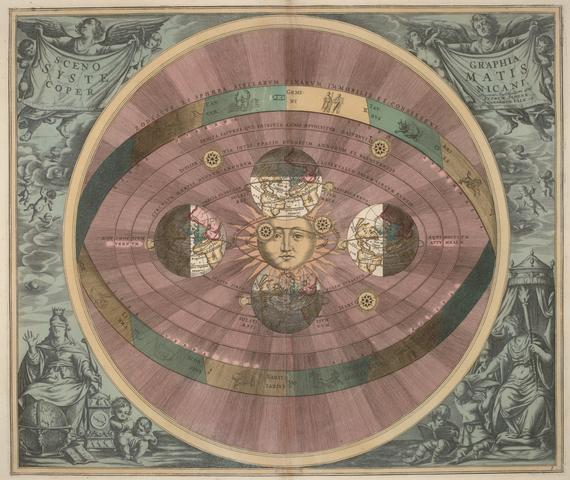
Художнє зображення геліоцентричної моделі (Андреас Целларій)

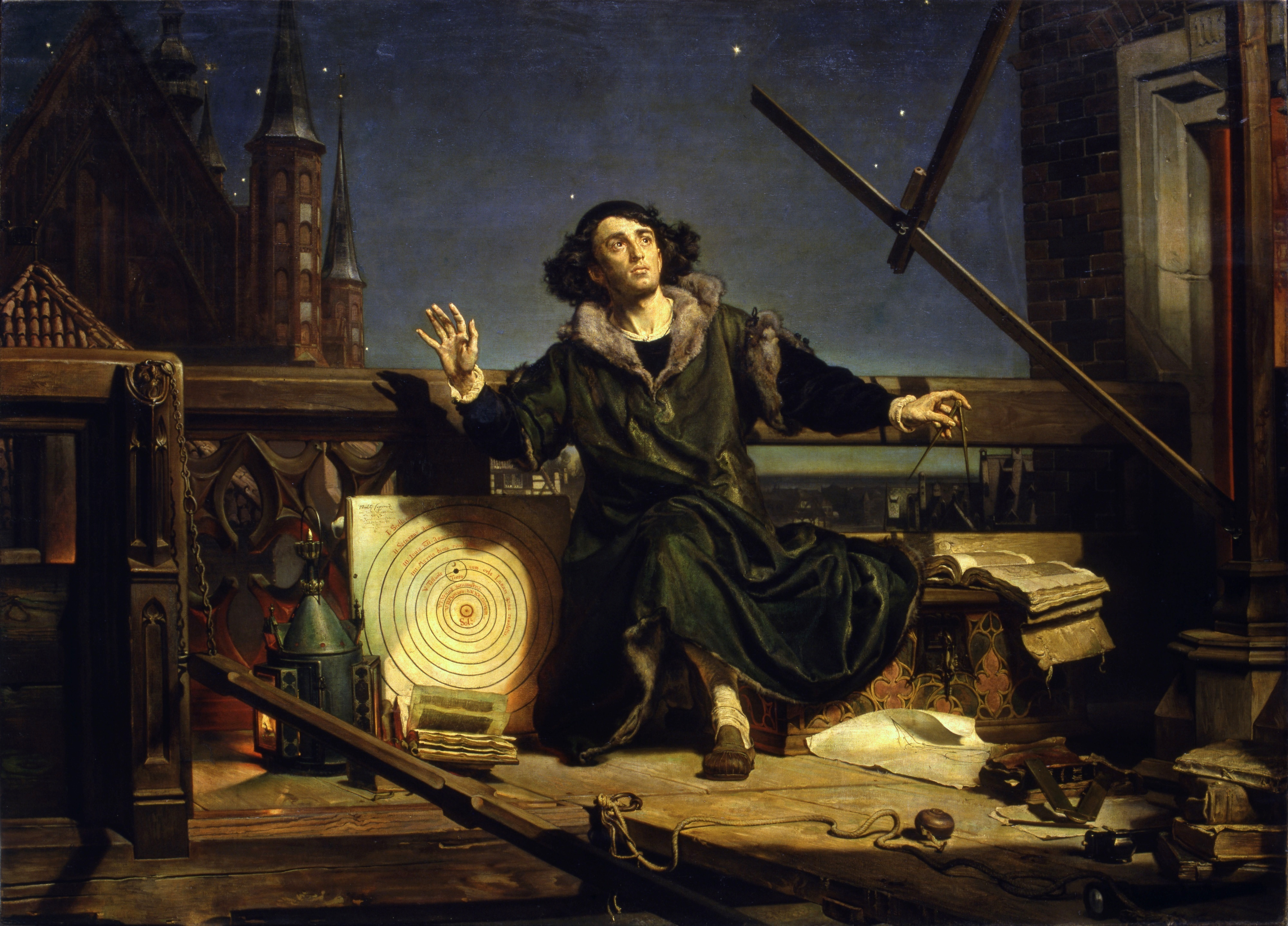
Микола Коперник (портрет Яна Матейка)

Під Коперниківською революцією розуміється зміна парадигм з моделі світобудови Птолемея, яка постулювала, що Земля є центром всесвіту, на геліоцентричну модель з Сонцем в центрі нашої сонячної системи. Ця подія стала однією з стартових точок початку наукової революції XVI століття. Вчення Коперника було рівносильне революційній перебудові не тільки в астрономії та природознавстві, а й у методах наукового дослідження і пізнання. Воно привело до радикальних змін способу мислення натуралістів, повернувши його від звичних і закостенілих догм до безпосереднього дослідження реального світу.

## Історичний огляд
У 1543 році Микола Коперник опублікував свій трактат De Revolutionibus coelestium orbium (Про обертання небесних сфер), в якому він виклав геліоцентричну модель представлення Всесвіту. Знадобилося близько 200 років для того, щоб ця модель замінила модель Птолемея.

Говорити, що новизна пропозицій Коперника полягає в простій зміні положення Землі і Сонця — це означало б, що ми зробили муху з слона в розвитку людської думки. Якби пропозиція Коперника не впливала за межами астрономії, вона б не затрималася так довго у визнанні, і їй би не так посилено пручалися.

### Микола Коперник
У своїй праці Про обертання небесних сфер (1543) Микола Коперник показав, що рух небес можна пояснити без твердження, що Земля знаходиться в геометричному центрі системи. Це привело до висновку, що ми можемо відмовитися від припущення, що ми спостерігаємо Всесвіт з особливого положення. Хоча Коперник ініціював наукову революцію, він, звичайно, не завершив її. Він продовжував вірити в небесні сфери, і допоміг зовсім небагато для прямих спостережень і доказів того, що його теорія ближче до істини, ніж система Птолемея.

### Тихо Браге
Данський астроном Тихо Браге, залишаючись в рамках геоцентричної системи, сприяв науковій революції, показавши, що небесні сфери в найкращому випадку є математичною абстракцією, а не фізичними об'єктами, оскільки велика комета 1577 пройшла крізь сфери кількох планет, і крім того, сфери Марса і Сонця перетинають одна одну. Браге і його помічники зробили також численні кропіткі зауваження, які дозволили Йогану Кеплеру вивести свої закони руху планет. Переглянута геліоцентрична система Кеплера дала набагато точніший опис руху планет, ніж система Птолемея.

### Галілео Галілей
Починаючи зі свого першого використання телескопа для астрономічних спостережень в 1610 році, Галілео Галілей надав сильну підтримку системі Коперника, спостерігаючи фази Венери (передбачені Коперником, а не Птолемеєм) і супутники Юпітера (які показали, що видимі аномалії орбіти Місяця з теорії Коперника не є унікальними). Галілей також пише класичну роботу на захист геліоцентричної системи: Діалог про дві найважливіші системи світу (1632), яка призвела до процесу над ним і до його домашнього арешту інквізицією.

### Джордано Бруно
У цей же період багато вчених, натхнених Коперником, такі як Томас Діггес та Джордано Бруно, відстоювали існування нескінченного числа або, принаймні, досить великого числа всесвітів близько інших зірок, що являють собою далекі від нас сонячні системи. Всупереч думці Коперника і Кеплера (а також Галілея-агностика), до середини XVII століття ця гіпотеза стала широко визнаною, почасти завдяки підтримці Рене Декарта.

### Ісаак Ньютон
Коперниківська революція була, можливо, завершена Ісааком Ньютоном, чиї Математичні начала натуральної філософії (1687) дали послідовне фізичне пояснення, і показали, що планети знаходяться на своїх орбітах завдяки звичній нам силі тяжіння. Ньютон зміг вивести закони Кеплера як хороше наближення своєї теорії і отримати ще точніші прогнози руху з урахуванням гравітаційної взаємодії між планетами.

## Метафоричне використання
Схожість з Коперником мав філософ Іммануїл Кант, який розробив нову філософію, названу трансцендентальним ідеалізмом. Деякі пізніші філософи назвали його внесок новою «Коперниківською революцією». У теорії пізнання Кант зробив акцент на активність свідомості, він помістив людину в центр усього концептуального та емпіричного досвіду. Своїми працями він зміг подолати характерний для XVII і XVIII століть глухий кут раціоналізму-емпіризму. Це був воістину революційний внесок в філософію і методологію наукового дослідження.

## Вплив
Протягом понад тисячоліття католицька церква панувала не тільки в релігії, а й у політиці та науці. Церква підтримувала популярну теорію геоцентризму, хоча відомі богослови, такі як святий Фома Аквінський і святий Альберт Великий були інформовані про геліоцентричні теорії. Ідеї Коперника, що становлять фундамент геліоцентричного вчення, зруйнували дощенту принципи церковно-теологічного світогляду і спростували церковну картину світобудови, засновану на геоцентричній доктрині Птолемея. Своєю творчістю Коперник значно вплинув на весь наступний розвиток природничих наук. Природознавство після Коперника розвивається все з більшою і більшою швидкістю, проникаючи все далі в навколишній нескінченний світ.